# Punta Gorda (Uruguay)
 (janvier 2023).
La mise en forme du texte ne suit pas les recommandations de Wikipédia : il faut le « wikifier ».
Les points d'amélioration suivants sont les cas les plus fréquents. Le détail des points à revoir est peut-être précisé sur la page de discussion.
- Les titres sont pré-formatés par le logiciel. Ils ne sont ni en capitales, ni en gras.
- Le texte ne doit pas être écrit en capitales (les noms de famille non plus), ni en gras, ni en italique, ni en « petit »…
- Le gras n'est utilisé que pour surligner le titre de l'article dans l'introduction, une seule fois.
- L'italique est rarement utilisé : mots en langue étrangère, titres d'œuvres, noms de bateaux, etc.
- Les citations ne sont pas en italique mais en corps de texte normal. Elles sont entourées par des guillemets français : « et ».
- Les listes à puces sont à éviter, des paragraphes rédigés étant largement préférés. Les tableaux sont à réserver à la présentation de données structurées (résultats, etc.).
- Les appels de note de bas de page (petits chiffres en exposant, introduits par l'outil «  Source ») sont à placer entre la fin de phrase et le point final[comme ça].
- Les liens internes (vers d'autres articles de Wikipédia) sont à choisir avec parcimonie. Créez des liens vers des articles approfondissant le sujet. Les termes génériques sans rapport avec le sujet sont à éviter, ainsi que les répétitions de liens vers un même terme.
- Les liens externes sont à placer uniquement dans une section « Liens externes », à la fin de l'article. Ces liens sont à choisir avec parcimonie suivant les règles définies. Si un lien sert de source à l'article, son insertion dans le texte est à faire par les notes de bas de page.
- La présentation des références doit suivre les conventions bibliographiques. Il est recommandé d'utiliser les modèles {{Ouvrage}}, {{Chapitre}}, {{Article}}, {{Lien web}} et/ou {{Bibliographie}}. Le mode d'édition visuel peut mettre en forme automatiquement les références.
- Insérer une infobox (cadre d'informations à droite) n'est pas obligatoire pour parachever la mise en page.

Pour une aide détaillée, merci de consulter Aide:Wikification.
Si vous pensez que ces points ont été résolus, vous pouvez retirer ce bandeau et améliorer la mise en forme d'un autre article.
Pour les articles homonymes, voir Punta Gorda.

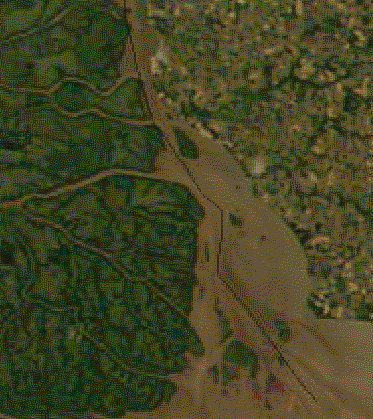
Photo satellite de Punta Gorda et de l' Île Juncal.

Punta Gorda (33° 54′ 58″ S, 58° 24′ 52″ O) est un site fluvial très important de l'Uruguay, au nord de l'Île Juncal, marquant le seuil où le fleuve Uruguay se jette dans l'embouchure du río de la Plata.

## Géographie

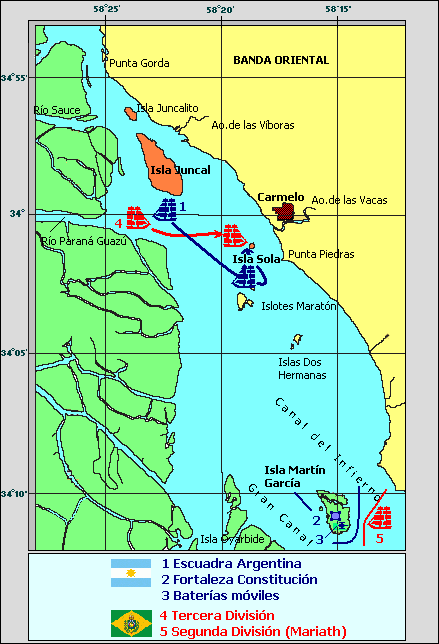
Carte géographique du site de Punta Gorda à la limite du rio Uruguay et du río de La Plata.

Il s'agit d'une sorte de fossé profond ou de ravin (en espagnol : barranca) appelé Punta Gorda et qui est considéré comme le site précis où le río Uruguay se jette dans la vaste embouchure du río de la Plata. C'est un point géographique important puisqu'il correspond au kilomètre zéro du río Uruguay et au point extrême du cours supérieur du río de la Plata (correspondant au kilomètre 320).
Ce site a été reconnu dans le traité du Rio de la Plata (en espagnol : Tratado del Río de la Plata) de 1973 et, antérieurement, dans celui du traité du Río Uruguay (en espagnol : Tratado del Río Uruguay) de 1961.
Face à ce site se trouvent les îles de la province de Entre Ríos appartenant à l'Argentine.
Ce point géographique est situé tout au nord de l'Île Juncal qui appartient administrativement au département de Colonia, en Uruguay. Il se trouve intercalé entre Nueva Palmira, au nord, et Carmelo, au sud, deux villes situées sur la rive gauche du fleuve.

## Histoire

### Expédition de Solís

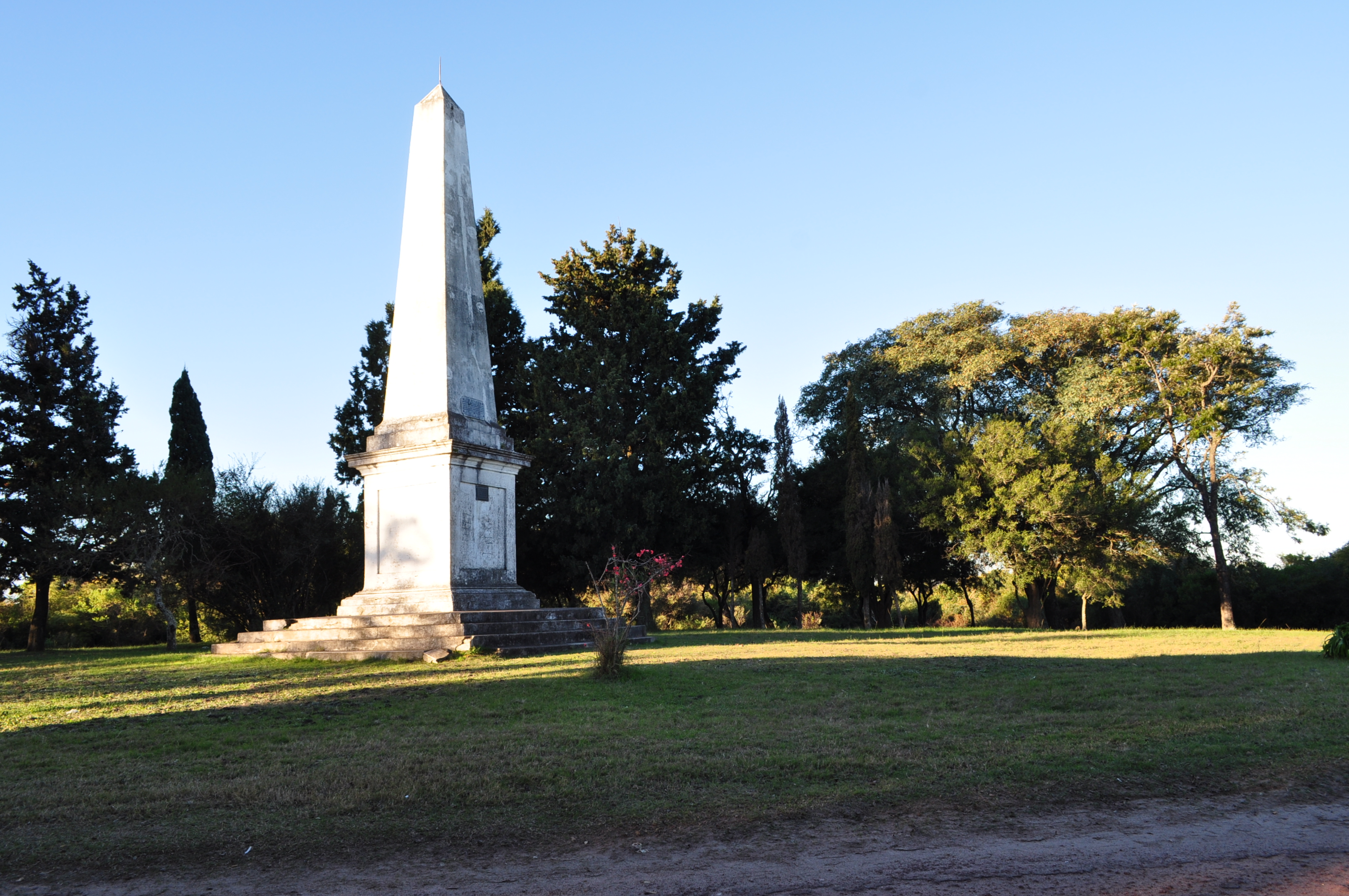
Obélisque en hommage à de Solís à Punta Gorda.

Le navigateur espagnol Juan Díaz de Solís a été le premier européen à aller dans ces parages, cherchant alors un passage qui communiquerait entre l'océan Atlantique et l'océan Pacifique. Il partit depuis le port de Sanlúcar de Barrameda le 8 octobre 1515. Ayant atteint la côte du Brésil, Solís navigua lentement jusqu'au sud en longeant le continent, explorant la côte uruguayenne. Puis, il remonta le cours du río de la Plata, qui, à ses yeux, était une énorme extension d'eau douce que configurait l'estuaire des ríos Paraná et Uruguay. Les confondant avec un bras de mer à la salinité inexplicablement basse, Solís le baptisa précisément « Mer Douce », et put y pénétrer grâce au faible tirant d'eau de ses trois caravelles.
Il fit escale à l'île Martín García, qu'il baptisa ainsi car il devait y enterrer son second du nom, mort à bord.
Lors du débarquement sur la côte orientale de l'Uruguay avec une partie de son équipage (dont entre autres Pedro de Alarcón et Francisco Marquina) dans les parages connus aujourd'hui comme Punta Gorda, Solís et les siens furent attaqués par un groupe d'indigènes non identifiés, mais que la tradition signale comme Charrúas (aujourd'hui d'autres pensent aux Guaranís), qui les tuèrent sous le regard horrifié du reste des marins, qui observèrent impuissants le massacre depuis le bord de leurs bateaux, ancrés à deux pas de la rive. Les survivants, confondus d'avoir perdu leur chef, retournèrent immédiatement en Espagne, où ils arrivèrent le 4 septembre 1516. Seul un marin d'un des bateaux, Francisco del Puerto, resta dans la zone vivre avec des groupes originaires de cet endroit.

### La guerre du Brésil
Durant la Guerre du Brésil (1825-1828), après l'affrontement à Yaguarí entre l'escadre argentine sous le commandement de l'amiral Guillermo Brown et la "Troisième Division Impériale" brésilienne sous le commandement de Sena Pereira, Brown se retira au sud jusqu'à Punta Gorda pour attendre les Brésiliens. À Punta Gorda il fit installer une batterie de canons avec quatre pièces au-dessus du ravin. Cependant, compte tenu de la nouvelle selon laquelle la flotte brésilienne s'était retirée au nord, il décida de se rendre dans l'île Martín García avec l'objectif de la fortifier et ainsi d'empêcher que la División Mariath qui opérait depuis Colonia del Sacramento puisse la renforcer. Ces actions furent le début des opérations qui culminèrent à la grande victoire républicaine des 8 et 9 février 1827 du combat naval connu sous le nom de bataille de Juncal, qui eut lieu dans les environs de l'île Juncal et de Punta Gorda.

### Expédition de Charles Darwin
En 1833, comme partie de son voyage sur le bateau HMS Beagle (du 27 décembre 1831 au 2 octobre 1836), Charles Darwin visita Punta Gorda. Darwin a tiré de grandes conclusions, principalement de son sol, où il trouva une grande quantité de fossiles dans ses ravins, mettant en evidence les formations de Fray Bentos et de Camacho.